# Robin Hood – König der Vagabunden
Robin Hood – König der Vagabunden, auch bekannt als Die Abenteuer des Robin Hood (Originaltitel: The Adventures of Robin Hood), ist ein amerikanischer Abenteuerfilm von Michael Curtiz und William Keighley aus dem Jahre 1938. In den Hauptrollen sind Errol Flynn, Olivia de Havilland und Basil Rathbone zu sehen.
The Adventures of Robin Hood war zum damaligen Zeitpunkt mit rund zwei Millionen US-Dollar die teuerste Produktion von Warner Brothers überhaupt. Filmhistorische Bedeutung hat der Film vor allem durch die Verwendung des damals neuen Technicolor-Verfahrens sowie durch Erich Wolfgang Korngolds bekannte Filmmusik gewonnen. Robin Hood, König der Vagabunden wurde mit drei Oscars ausgezeichnet, nur in der Kategorie Bester Film ging die Produktion leer aus. Heute gilt der Film als Genreklassiker und wird nicht selten als beste Verfilmung der Legende um Robin Hood bezeichnet.

## Handlung
Im Jahre 1191 wird König Richard Löwenherz auf dem Rückweg vom Kreuzzug durch Leopold von Österreich gefangen genommen. In England sieht Richards machthungriger Bruder Prinz John seine Chance gekommen und bemächtigt sich mit Hilfe anderer normannischer Adeliger der Vorherrschaft über das Land. Er erhöht die Steuern für die Angelsachsen, um angeblich mit dem zusätzlichen Geld Richards Lösegeld aufzubringen, doch tatsächlich füllt er damit seine eigene Kasse. Wegen der hohen Abgaben verarmt die sächsische Bevölkerung, und wer die Steuern nicht zahlt oder an Prinz John Kritik übt, wird von dessen Schergen auf alle möglichen Arten gequält. Als der Sachse Much im königlichen Forst aus Hunger einen Hirsch schießt, obwohl hierauf die Todesstrafe steht, greift Sir Guy von Gisbourne, Prinz Johns einflussreicher Berater, ihn auf und will ihn töten lassen. Doch der sächsische Adelige Robin von Locksley, auch bekannt als Robin Hood, taucht auf und kann Gisbourne verjagen. Der gerettete Much schließt sich Robin aus Dank an.
Am Abend gibt Guy von Gisbourne ein Bankett mit Prinz John und anderen Adeligen als Gästen, wo auch Robin Hood Thema ist. Der tritt in den Saal ein und bezichtigt Prinz John forsch des Verrats an König Richard. Als Prinz John verkündet, dass er den von seinem Bruder zum Regenten ernannten Longchamp ablehnt und selbst die Herrschaft übernimmt, sagt Robin ihm offen den Kampf an. Die Wachen versuchen, Robin zu fangen, doch der kämpft sich frei und entkommt. Wegen Robins Taten erklärt Prinz John ihn für vogelfrei und entzieht ihm Adelstitel und Besitz. Robin zieht sich mit seinem treuen Freund Will Scarlet in den Wald von Sherwood zurück. Hier trifft er Little John sowie den Mönch Tuck, die er als Freunde und Mitkämpfer gewinnen kann. Er sammelt eine rasch größer werdende Anzahl von gepeinigten Sachsen um sich. Die Männer nehmen den Kampf gegen die Schreckensherrschaft auf, indem sie unter anderem opportunistische Adelige und Kirchenmänner überfallen und ausrauben.
Eines Tages begleitet Sir Guy von Gisbourne zusammen mit dem feigen Sheriff von Nottingham sowie der schönen Jungfer Lady Marian Fitzwalter, einem Mündel König Richards, einen Transport sächsischer Steuergelder. Robin und seine Männer überfallen den Zug und verschleppen ihn in ihr Lager im Sherwood Forest, wo sie ein Bankett veranstalten und den Normannen ihre prunkvollen Kleider und das Steuergeld abnehmen. Robin nutzt die Gelegenheit, Marian die Augen über die wahren politischen Zusammenhänge zu öffnen, und die beiden kommen sich näher. Nachdem Robin die Normannen unverletzt freigelassen hat, ersinnt der Sheriff von Nottingham eine List, ihn zu fangen: Er veranstaltet ein Bogenschützenturnier, dessen Teilnahme sich Robin als bester Bogenschütze des Landes nicht entgehen lässt. Nachdem der verkleidete Robin das Turnier gewonnen hat, wird er von Gisbourne festgenommen und zum Tode verurteilt. Mit Marians Hilfe und durch das Eingreifen von Robins Gefährten gelingt ihm vor der Hinrichtung die Flucht. Robin und Marian werden ein Paar, und sie versorgt ihn von nun an mit Informationen vom Hofe Prinz Johns.
Richard und einige seiner Kreuzritter kehren als Kaufleute verkleidet nach England zurück. In einem Wirtshaus treffen sie auf den Bischof von Blackcanons, der Prinz John ergeben ist. Der Bischof erkennt Richard und informiert Prinz John umgehend darüber, dass der König zurück in England ist. Prinz John gibt Dickon Malbete, dem Hauptmann der Hofgarde, den Auftrag, Richard umzubringen. Marian belauscht die Intrige, doch bevor sie Robin benachrichtigen kann, wird sie von Gisbourne gefangen genommen. Weil sie zu Robin hält, verurteilt Prinz John sie zum Tode und lässt sie in den Kerker werfen. Marians Dienerin Bess kann aber Much benachrichtigen, mit dem sie befreundet ist. Much lauert Dickon unterwegs auf und kann ihn im Kampf töten. Im Glauben, Richard sei ermordet, will Prinz John sich am nächsten Tag in der Burg Nottingham zum König krönen lassen.
Mittlerweile trifft Robin im Wald auf den verkleideten König Richard, der sich zu erkennen gibt, als er der Treue der Geächteten zu ihrem König gewahr wird. Sie zwingen den Bischof von Blackcanons, der die Krönung vollziehen soll, Robin und seine Männer als Mönche verkleidet unbehelligt ins Schloss zu führen. Gemeinsam mit Richards Kreuzrittern nehmen sie den Kampf gegen Prinz Johns Gefolgsleute auf. Robin gelingt es, Guy von Gisbourne in einem Fechtduell zu töten. Dann befreit er Lady Marian aus dem Kerker. König Richard verbannt Prinz John und seine Gefolgsleute ins Exil, begnadigt Robin und dessen Männer und gibt Robin seine Ländereien wieder sowie Marian zur Frau. Schließlich verlässt Robin mit Marian an seiner Seite das Schloss.

## Hintergründe

### Vorproduktion und Drehbuch
Die erste Robin-Hood-Verfilmung entstand bereits im Jahre 1912 mit Robert Frazer in der Titelrolle. 1922 wurde die mittelalterliche Sage um Robin Hood als Robin Hood in einer der aufwendigsten Produktionen ihrer Zeit durch den Stummfilmstar Douglas Fairbanks Sr. verfilmt. Nach der Fairbanks-Verfilmung gab es bis zu diesem Film 16 Jahre später keine größere Verfilmung mehr.
Das Filmstudio Warner Brothers plante Mitte der 1930er-Jahre aus seinem Image herauszukommen, dass es hauptsächlich nur gesellschaftskritische und zugleich kostengünstige Gangsterfilme oder Melodramen drehen konnte. Allerdings floppten wichtige Prestigeprojekte wie Max Reinhardts Shakespeare-Verfilmung Ein Sommernachtstraum an den Kinokassen. Robin Hood, König der Vagabunden bedeutete einen weiteren Versuch, mit einem teuren „Blockbuster“ aus diesem Image herauszukommen: Die geplanten Kosten lagen mit 1,5 Millionen US-Dollar bei einer damals außergewöhnlich hohen Summe. Umso problematischer war es, dass die Arbeiten am Drehbuch nur langsam vorankamen. Selbst bei Beginn der Dreharbeiten war das Drehbuch noch nicht vollständig.
Warner Brothers erwarb Mitte der 1930er-Jahre die Rechte an der Oper Robin Hood, die 1890 mit Musik von Reginald de Koven und Texten von Harry B. Smith in Chicago ihre Premiere gefeiert hatte. Zur gleichen Zeit kaufte aber das Filmstudio MGM ebenfalls die Rechte an einer nichtmusikalischen Verfilmung der Legende. MGM und Warner Brothers tauschten daraufhin die Rechte an den jeweiligen Vorlagen und vereinbarten, dass die beiden Robin-Hood-Filme zu unterschiedlichen Zeiten im Kino laufen sollten. MGM wollte die nun gekaufte Vorlage ursprünglich als Film-Musical mit Jeanette MacDonald und Nelson Eddy in den Hauptrollen realisieren, das kam aber nie zustande.
Der Drehbuchautor Rowland Leigh arbeitete im Auftrag der Warner-Produzenten Hal B. Wallis und Henry Blanke ein erstes Drehbuch aus. Nachdem Rowland Leigh im November 1936 seine Arbeit am Drehbuch beendet hatte, wurde dieses von den Produzenten zunächst unter anderem als zu poetisch in den Dialogen kritisiert. Daher wurde mit Norman Reilly Raine im April 1937 ein weiterer Autor beauftragt, ein Drehbuch zu verfassen. In einer späteren Phase stieß ebenfalls Seton I. Miller zu Raines Arbeiten hinzu. Im Drehbuch wurden im Gegensatz zur Fairbanks-Verfilmung auch die mittelalterlichen Sagen miteinbezogen. Doch bestand die Schwierigkeit darin, dass der Film mit den eingebauten Balladen und kleinen Handlungen zu episodenhaft wirken würde. Als Höhepunkt des ursprünglichen Drehbuchs sollte die Erstürmung von Nottingham Castle dienen, das wäre aber zu kompliziert gewesen. Außerdem war eine Turniersequenz zu Beginn des Filmes geplant, diese Idee wurde von Hal B. Wallis jedoch als zu teuer abgelehnt. Das Drehbuch setzte sich in den Hauptrollen aus dem heute klassischen Figurendreieck aus Held (Robin Hood), Frau (Lady Marian) und Schurke (Sir Guy) zusammen.
Die Drehbuchautoren mussten außerdem berücksichtigen, dass der Film in Technicolor-Farbe gedreht werden sollte. Farbfilme waren damals neu und kostspielig, und diese Neuerung sollte entsprechend mit farbenfrohen Szenerien ausgenutzt werden.
Auf historische Authentizität legt Robin Hood, der sich eher als Abenteuerstreifen denn als Historienfilm versteht, eher wenig Wert. Die Figuren des Richard Löwenherz und Johann Ohneland existierten tatsächlich, ebenso die im Film erwähnten Gestalten Leopold von Österreich und Wilhelm von Longchamp. Die anderen Figuren inklusive Robin Hood sind dagegen erfunden oder zumindest historisch nicht verbürgt. Den Aufstand von Prinz Johann gegen seinen Bruder Richard und dessen Vasallen gab es tatsächlich. Am Ende dieses Filmes verbannt Richard allerdings Johann für immer aus England. Der echte Richard hatte Johann aber direkt nach dessen Aufstand verziehen, und nach Richards Tod im Jahre 1199 wurde Johann König von England.

### Besetzung

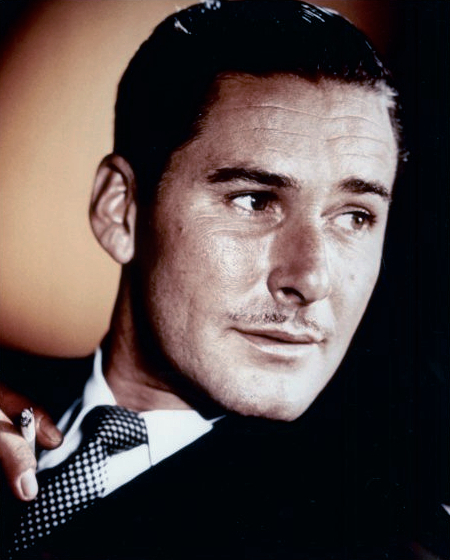
Errol Flynn (um 1940)

Ursprünglich sollte der Film als Starvehikel für James Cagney als Robin Hood dienen, den damals größten Star von Warner Brothers. Es kam jedoch zu einem Streit zwischen Cagney und Warner Brothers bezüglich seines Vertrages, sodass dieser im November 1935 aus dem Projekt ausstieg und für die nächsten zwei Jahre für das Studio und damit auch für den Film nicht zur Verfügung stand. Ursprünglich wurde ebenfalls Guy Kibbee als Friar Tuck angedacht, auch diese Besetzung kam später nicht zustande, da er durch ein anderes Filmprojekt verhindert war.
Entsprechend dem hohen Budget vertraute man auf eine bekannte und erfahrene Besetzung, bei der die meisten Darsteller schon einmal miteinander gearbeitet hatten. Der aufstrebende Australier Errol Flynn wurde schließlich von den Produzenten besetzt, vor allem weil er in Unter Piratenflagge, einem vergleichbaren Stoff, 1935 seinen Durchbruch und einen großen Erfolg feiern konnte. Seine Co-Stars bei Unter Piratenflagge waren Olivia de Havilland und Basil Rathbone gewesen, die in diesem Film ähnliche Rollen repräsentieren.
In den Nebenrollen spielt Alan Hale die Rolle des Little John zum zweiten Mal nach der Verfilmung von 1922. Insgesamt sollte Hale bis 1947 als Flynns Sidekick 13 Filme mit ihm drehen. In seiner letzten Filmrolle verkörperte er 1950 zum dritten Mal die Rolle des Little John in Robin Hoods Vergeltung. Herbert Mundin in der Rolle des Much und Una O’Connor als Dienerin von Lady Marian stellen im Film ein älteres Liebespaar dar; zuvor hatten sie schon in mehreren Filmen als Ehepaar zusammengewirkt, etwa im oscarprämierten Drama Kavalkade (1933). Der Stummfilmschurke Montagu Love, der zu dieser Zeit nur noch in zahlreichen kleineren, aber profilierten Nebenrollen auftrat, stellt den Bischof von Blackcanons dar.
In kleinen Nebenrollen spielen unter anderem: Ivan F. Simpson als der Wirt der Kent Road Tavern; Lionel Belmore als Meister Prim, Wirt im Gasthof Sarrazinerkopf; Holmes Herbert als Schiedsrichter beim Bogenschützenturnier; Robert Warwick als Sir Geoffrey; Lester Matthews als Sir Ivor; Leonard Mudie als Stadtschreier in der ersten Szene; John Sutton als ein Kreuzritter von Richard Löwenherz sowie Carole Landis als ein Gast beim Bankett. Außerdem reitet Olivia de Havilland auf einem Pferd namens Golden Cloud. Nach dem Film wurde es von dem singenden Film-Cowboy Roy Rogers gekauft und unter dem Namen Trigger eines der bekanntesten Tiere im Showbusiness.

### Dreharbeiten
Die Dreharbeiten fanden vom 26. September 1937 bis zum 14. Januar 1938 statt.
Die Produzenten waren unzufrieden, als die Hälfte des Filmes gedreht worden war, da sie als Budget ja eigentlich 1,5 Millionen Dollar vorgesehen hatten. Die Produktionskosten erhöhten sich auf damals exorbitante zwei Millionen Dollar (entspricht inflationsbereinigt heutigen 40 Mio. Dollar). Damit war er die zum damaligen Zeitpunkt teuerste Warner-Brothers-Produktion. Als Wallis und Blanke befürchteten, dass der Regisseur William Keighley mit den Action-Szenen nicht so gut zurechtkommen werde, zogen die Produzenten den Österreich-Ungarn Michael Curtiz für die Außenszenen hinzu. Über diese Ablösung gibt es verschiedene Theorien, eine spricht davon, dass Keighley wenig sanft gefeuert wurde, andere Quellen berichten, dass Keighley während des Drehs erkrankt sei. Auch andere namhafte Regisseure wie William Dieterle haben an kleinen Szenen des Filmes als Nebenregisseure mitgewirkt, werden jedoch nicht im Vorspann erwähnt.

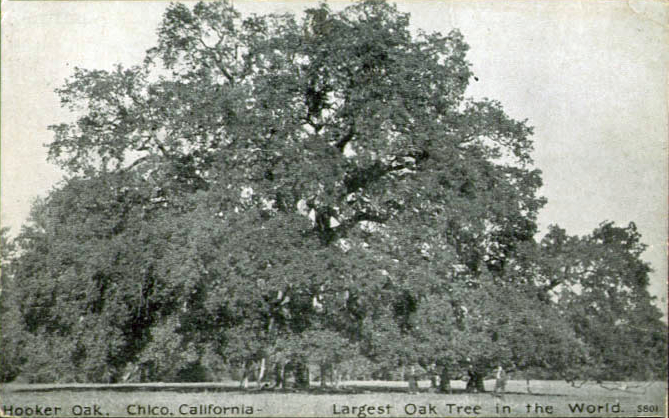
Hooker-Eiche um 1910

Die Außenaufnahmen entstanden nördlich von Sacramento und westlich des San Fernando Valleys in Kalifornien. Der kalifornische Wald bei Chico diente als Ersatz für den Sherwood Forest; so war im Film auch die berühmte Hooker-Eiche als Galgeneiche zu sehen. Der Bogenschützen-Wettkampf wurde im Freizeitpark Busch Gardens in Pasadena, gedreht. Die Szenen im Nottingham Castle entstanden auf einer Ranch von Warner Brothers in Calabasas. Ein kleiner Fehler der Neuzeit hat sich bei den Dreharbeiten eingeschlichen: Als Will Scarlet vom Pferd abspringt, um sich um den nach dem Kampf mit Dickon verletzten Much zu kümmern, ist hinter Wills Pferd das Dach eines fahrenden Autos für kurze Zeit sichtbar.
Im Kino-Trailer wurde auch eine Szene gezeigt, in der Robin mit Lady Marian auf einem Pferd reitet und sie dabei küsst. Diese Szene sollte eigentlich den Film beenden, wurde aber herausgeschnitten. Stattdessen endet der Film mit dem Schließen des Tores des Burgsaales, nachdem Robin und Marian hinausgegangen sind, und so schließt diese Szene auch optisch den Film. Zudem wurde eine Turnierszene zu Beginn des Filmes aus dem Originaldrehbuch herausgeschnitten, um Geld zu sparen; sie wurde nie gefilmt. Die Drehbuchautoren bauten jedoch noch in der Drehphase den Part des Bischofs aus, indem sie die Szene im Wirtshaus schrieben.

### Technische Umsetzung
Die technische Umsetzung der Filmszenen war damals innovativ, aber auch äußerst aufwendig. Der Kunstschütze Howard Hill spaltete tatsächlich (ohne Trickaufnahme) als Double für Errol Flynn den Pfeil mit einem Schuss (eine Dokumentation darüber befindet sich auf der Special-Edition-DVD). Er spielte auch in einer Nebenrolle mit, als der Anführer der Bogenschützen. Die mit einem Pfeil getroffenen Nebendarsteller und Stuntmänner durften einzig von Howard Hill beschossen werden, zumal sie als einzigen Schutz einen Eisenpanzer über ihrer Brust hatten. Für das Risiko bekamen sie 150 US-Dollar pro Schuss.
Als Fechtmeister wurden der Belgier Fred Cavens und sein Sohn herangezogen, die das ganze Filmset mit genauen Anweisungen tyrannisiert haben sollen. Der Hauptdarsteller Errol Flynn ignorierte bei den Kampfszenen aber Cavens Anweisungen und verließ sich bei den Duellszenen ganz auf seine natürliche Begabung. Sein Duellpartner Basil Rathbone galt als bester Fechter Hollywoods, der dies sogar Flynn teilweise beigebracht haben soll, damit dieser ihn nachher im Duell besiegen konnte.

### Musik, Kamera und Kostüme
Auf das damals noch relativ neue Technicolor-Verfahren wurde sowohl während der Dreharbeiten als auch in der Werbung des Filmes viel Wert gelegt. Alle elf existierenden Technicolor-Kameras wurden für den Film eingesetzt. Nach jedem Produktionstag mussten sie an die Firma zurückgegeben und am nächsten Tag wieder abgeholt werden.
Die Musik zum Film stammt aus der Feder des österreichischen Komponisten Erich Wolfgang Korngold. Er wurde vor seiner Emigration in die USA bereits bekannt durch Kompositionen wie die Oper Die tote Stadt. 1937 hatte er für die Filmmusik von Ein rastloses Leben einen Oscar erhalten. Im ein Jahr zuvor gedrehten Spielfilm Der Prinz und der Bettelknabe spielten Errol Flynn und Claude Rains zusammen und Korngold war auch dort für die Musik verantwortlich. Auch einige Musiksequenzen sind aus dem zuvor genannten Film erkennbar (das betrifft allerdings nicht die Originalfassung: weil keine originalen Musikbänder mehr existierten, wurden nach dem Krieg neue für den Export erstellt und dafür Passagen aus "Robin Hood" verwendet). Korngolds Filmmusik gilt heute als eine der besten aller Zeiten und hat viele spätere Komponisten beeinflusst. Auch für die Musik von Robin Hood wurde er mit dem Oscar ausgezeichnet.
Die Kameratechnik von Sol Polito und Tony Gaudio zeichnet sich vor allem durch den Kontrast zwischen dem Schloss und dem Wald aus. Während der Wald in überwiegend hellen, meist grünlichen Tönen und bei hellem Licht gefilmt wurde, wirkt das Schloss expressionistisch düster und karg. Während Robin meist nah an der Kamera und auf Augenhöhe mit dem Zuschauer ist, werden die Darsteller im Schloss distanziert gezeigt. Bei den Kostümen wandte man dasselbe Prinzip an: die Figuren im Wald tragen farbenfrohe Kleider, Flynn selbst tritt in sattem Grün mit brauner Mütze auf und Will Scarlet teilweise gänzlich in Rot gekleidet. Dabei trugen die Darsteller Strumpfhosen, was Mel Brooks auch in seiner berühmten Parodie Robin Hood – Helden in Strumpfhosen aufnahm. Die Kostüme der Figuren im Schloss sind zwar sehr aufwendig, wirken aber andererseits eher dekadent und düster.

### Das Fechtduell
Das minutenlange und wilde Fechtduell am Ende des Filmes zwischen Robin Hood und Guy von Gisbourne wurde sehr bekannt und beeinflusste viele Duelle in späteren Filmen. Die Schauspieler Rathbone und Flynn sollen weite Teile des Duells selbst ausgefochten haben und nur wenige Szenen, z. B. Gisbournes Sturz ins Verlies nach dem tödlichen Treffer, Stuntmen überlassen haben. Bei dem Sturz ins Verlies verletzte sich Rathbones Stuntman ernsthaft.

## Rezeption

### Kinokassen
Der Film kam am 14. Mai 1938 in die amerikanischen Kinos, spielte an den Kinokassen insgesamt fast vier Millionen US-Dollar ein. Robin Hood war damit zu seiner Zeit ein Kassenschlager, allerdings fraßen die Kosten große Teile des Gewinns auf. Der Film wurde in einigen europäischen Ländern wegen des Zweiten Weltkrieges erst Ende der 1940er-Jahre in die Kinos gebracht. Im Juni 1950 wurde das mit 22.000 Zuschauern größte Freilichtkino der Welt an der Berliner Waldbühne mit Robin Hood, König der Vagabunden eröffnet.
Am 19. September 1950 kam der Film in Westdeutschland offiziell in die Kinos, in Österreich am 6. Oktober 1950. Fernsehzuschauer in Deutschland konnten den Film erstmals in einer zweiteiligen Fassung unter dem Titel Die Abenteuer des Robin Hood am 18. und 19. November 1972 nachmittags im ZDF sehen.

### Parodien und Einflüsse
Auf seine Nachfolger wie die Disney-Zeichentrickversion Robin Hood und Mel Brooks Parodie, die schon beim Titel (Robin Hood – Helden in Strumpfhosen) die Kostümierung dieser Verfilmung aufs Korn nimmt, nahm der Film großen Einfluss. In der Komödie Der Hofnarr (1955) mit Danny Kaye wird der Film ebenfalls parodiert, wobei Basil Rathbone sogar selbstironisch seine Rolle des Sir Guy von Gisbourne als finsterer Lord Ravenhurst aufs Korn nahm.

### Kritiken
Bei Rotten Tomatoes fallen alle 44 Kritiken für den Film positiv aus, womit er eine Wertung von 100 % besitzt.

„Zweifellos der beste Abenteuerfilm, der je produziert wurde. Eine Augenweide, eine Stimulanz für Herz und Geist. Ein Meisterwerk.“

„Ein prächtiges Abenteuergarn, mitreißend opernhaft in der Gestaltung, mit flotten Action-Höhepunkten, feinem komödiantischen Gleichgewicht und allseits prägnantem Spiel. Historisch bemerkenswert wegen der Verwendung des frühen Drei-Farben-Technicolor-Systems, außerdem für die überzeugende Wiedererschaffung Großbritanniens in Kalifornien.” (Vier Sterne, Höchstwertung) ("A splendid adventure story, rousingly operatic in treatment, with dashing action highlights, fine comedy balance, and incisive acting all round. Historically notable for its use of early three-colour Technicolor; also for convincingly recreating Britain in California.")“

„Farbenprächtiger Abenteuerfilm (…). Unterhaltsam, weitgehend spannend und humorvoll.“

„Nicht nur für Kinder dürfte diese Ausgrabung aus dem Hollywood der 30er Jahre eine vergnügliche Unterhaltung bieten: der Film gehört zu den glanzvollsten, spannendsten und humorvollsten Mantel- und Degenfilmen, die Hollywood hervorgebracht hat. – Süddeutsche Zeitung, München“

„Prächtiger Farbfilm.“

„50 Jahre alt ist dieser Film, aber die Zeit hat ihm nichts anhaben können, hat ihm nichts von seinem Glanz, von seiner Faszination genommen.“

„Die Robin-Hood-Verfilmung von 1938 sollte über Jahrzehnte hinweg das Bild Robins im kulturellen Bewusstsein der Welt bestimmen. […] Zu diesem Film müssen sich bis heute alle Robin-Hood-Filme verhalten, an ihm müssen sie sich messen lassen, von ihm grenzen sie sich ab. Tatsächlich erwies sich dieser Film als so dominant, dass fast vierzig Jahre kein weiterer Robin-Hood-Film entstand, der eine ähnliche Ausstrahlung besaß oder gar versuchte, dem Robin-Hood-Mythos eine eigene Note zu geben. Und kein großer Star wagte sich mehr an die Rolle. […] Der ästhetische und politische Befreiungsschlag gegen Flynns übermächtigen Robin erfolgte erst im Jahre 1976 mit Richard Lesters revisionistischem Robin and Marian.“

## Synchronisation
Die deutsche Synchronbearbeitung entstand 1950 in den Ateliers der Motion Picture Export Association. Das Dialogbuch verfasste Erika Streithorst, Synchronregie führte Josef Wolf.
Eine Szene bleibt aufgrund eines Synchronisationsfehlers relativ unklar: Der Bischof von Blackcanon wird im englischen Original in der Gasthausszene misstrauisch gegen den verkleideten König Richard Löwenherz, da einer seiner Begleiter ihn mit der Königsanrede „Sire“ anspricht. Dies wurde in der deutschen Übersetzung nicht berücksichtigt, sodass das plötzliche Misstrauen und der erschrockene Blick des Bischofs etwas unbegründet wirken. Hier wird der Bischof nur misstrauisch, da die Fremden Robin Hood kennen, was wegen seiner großen Popularität in der Bevölkerung eher andersherum überraschend wäre.
| Rolle                                              | Darsteller          | Synchronsprecher    |
| -------------------------------------------------- | ------------------- | ------------------- |
| Robin Hood (Sir/Baron Robin von Locksley)          | Errol Flynn         | Hans Nielsen        |
| Maid Marian Fitzwalter                             | Olivia de Havilland | Ilse Werner         |
| Sir Guy von Gisbourne                              | Basil Rathbone      | Curt Ackermann      |
| Prinz John                                         | Claude Rains        | Harald Wolff        |
| Kleiner John (engl. Little John)                   | Alan Hale senior    | Otto Wernicke       |
| Much, der Müllerssohn (engl. Much the Millers Son) | Herbert Mundin      | Bum Krüger          |
| Sheriff von Nottingham                             | Melville Cooper     | N.N.                |
| Bess, Marians Dienerin                             | Una O’Connor        | Gertrud Spalke      |
| König Richard Löwenherz                            | Ian Hunter          | Wolfgang Eichberger |
| Bischof von Blackcanons                            | Montagu Love        | Walter Holten       |

## Auszeichnungen
Oscarverleihung 1939
- Bestes Szenenbild: Carl Jules Weyl
- Bester Filmschnitt: Ralph Dawson
- Beste Filmmusik: Erich Wolfgang Korngold
- nominiert:
  - Bester Film

Spätere Auszeichnungen
- 1995: Aufnahme ins National Film Registry als historisch, ästhetisch und kulturell signifikant
- 2001: Die besten Filme aller Zeiten von Channel 4: Platz 84
- 2001: American Film Institute: Platz 100 der 100 besten "Spannungsfilme" aller Zeiten
- 2003: American Film Institute: Platz 18 der 50 größten Filmhelden für Errol Flynn
- 2003: Saturn Award für die beste DVD-Veröffentlichung eines Klassikers
- 2005: American Film Institute: Platz 11 der 25 besten Filmmusiken aller Zeiten für Erich Wolfgang Korngold

## DVD
Am 20. November 2003 erschien Die Abenteuer des Robin Hood als deutschsprachige Doppel-DVD in einer Special Edition. Der Film wurde digital überarbeitet. Die Version wurde mit einem Saturn Award in der Kategorie Beste Wiederveröffentlichung ausgezeichnet.